# صرفند العمار
صرفند العمار هي قرية فلسطينية تقع على السهل الساحلي من فلسطين، حوالي 5 كيلومترات (3.1 ميل) شمال غرب الرملة. كان عدد سكانها من 1,950 في عام 1945 وتبلغ مساحة أراضيها 13,267 دونم. وقد هجر سكانها خلال الحرب العربية الإسرائيلية عام 1948.

## التاريخ

### العصر العثماني
صرفند العمار كانت تعرف أيضاً باسم صرفند الكبرى لتمييزه عن قرية شقيقتها القريبة، الصرفند آل الصغرى («في الصرفند أصغر»). في 1596، كان الصرفند آل الكبرى تحت إدارة النواحي («منطقة ثانوية») من الرملة، وهي جزء من ليوا من غزة. كان عدد سكانها من 358. وكانت تؤدي الضرائب على القمح والشعير والسمسم والفواكه والبساتين وخلايا النحل، والماعز. ذكرت والصوفية المصرية مسافر مصطفى لوقايمي (توفي 1764) زيارة ضريح لقمان (لوقا) في الصرفند.
في عام 1838، حسبما ذكرت إدوارد روبنسون أن هناك قريتين من قبل باسم الصرفند في المنطقة، واحدة من التي كان يسكنها والآخر دمر. وبالتالي، قد يكون من أن الصرفند آل الكبرى أصبح يعرف أيضاً باسم «صرفند العمار» من العربية العمارة معنى «لبناء؛ تعبئة». عندما مرت من الكتاب من مسح فلسطين الغربية عبر المنطقة في 1870s لاحظوا الصرفند فقط آل عمار. قالوا أنها كانت قرية مبنية من الطوب اللبن والتي تقع على ارتفاع الأرض؛ قليلة متناثرة من أشجار الزيتون من حوله.

### فترة الانتداب البريطاني
في ديسمبر عام 1918، بعد الحرب العالمية الأولى ولكن قبل الانتداب البريطاني لفلسطين، ونيوزيلندا، وجنود أستراليين من شعبة الخيالة انزاك يعسكر بالقرب من قرية أعملوا في سكانها والانتقام لمقتل جندي نيوزيلندي. ويعتقد أن ما بين 40 و 120 شخص قد قتلوا في المجزرة، وأحرقت العديد من المنازل في قرية على الأرض.
في فترة الانتداب البريطاني (1920-1948)، التي أنشئت في الجيش البريطاني أكبر قاعدتهم العسكرية في منطقة الشرق الأوسط بالقرب من صرفند العمار وبنيت القرية بشكل كبير. كما شيد البريطانيون السجن، تحت اسم الصرفند، لنشطاء القومية الفلسطينية القادمة للقاعدة. وضعت صرفند العمار في شكل مستطيل والبيوت كانت مصنوعة من الطين. كان هناك 265 منزلاً في قرية في عام 1931. يتألف السكان من 1,910 المسلمين والمسيحيين 40.
صرفند العمار كانت موقع مزار شعبية لقمان الحكيم (لوقا الحكيم). وكان في القرية مدرستان ابتدائية، واحدة للبنين وأخرى للبنات. تأسست مدرسة الصبي في عام 1921 وأصبحت مدرسة ابتدائية كاملة في 1946-1947 وبلغ عدد الملتحقين من الطلاب 292. تأسست مدرسة البنات في عام 1947، وكان التحاق 50 طالباً. المتاخمة لها كان آل رجا («أمل») دار الأيتام التي أنشئت من أجل الأطفال الفلسطينيين الذين قتلوا خلال الثورة العربية في فلسطين 1936-1939. وبالإضافة إلى ذلك، كان الصرفند مستشفى عمومي ومحطة زراعية.
كانت الزراعة هي النشاط الاقتصادي الرئيسي، مع كونها الحمضيات المحصول الرئيسي. في 1944-1945، وخصصت ما مجموعه 3,059 دونم إلى الحمضيات والموز وتم تخصيص 4,012 دونم للحبوب؛ مروياً 1,655 دونم أو مستخدماً للبساتين. رويت بساتين من الآبار الارتوازية، في حين أن بقية المحاصيل كانت البعلية. قدمت الآبار الارتوازية أيضاً مياه الشرب.

## معرض الصور

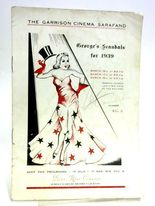
سينما معسكر صرفند

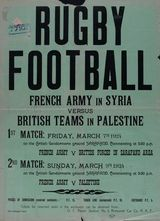
مباراة رغبي بين الأفرقة البريطانية والجيش الفرنسي في صرفند